# Płośno
Płośno – kolonia kolonii Podławie w Polsce, położona w województwie zachodniopomorskim, w powiecie myśliborskim, w gminie Myślibórz. Wchodzi w skład sołectwa Ławy.
W latach 1975–1998 kolonia administracyjnie należała do województwa gorzowskiego.